# Bogdan Müller
Bogdan Müller (luglio 1930 – Lubiana, 18 dicembre 2018) è stato un cestista jugoslavo.

## Palmarès
- YUBA liga: 4

AŠK Lubiana: 1959, 1961, 1962 e 1966